# Intérêt supérieur de l'enfant
L’intérêt supérieur de l’enfant est une notion de droit international privé introduite en 1989 par la Convention des Nations unies relative aux droits de l’enfant, et reprise depuis par de nombreuses législations nationales et supranationales. Il n’existe pas de définition précise de cette notion ni de consensus autour son contenu ; elle demeure généralement entendue de manière très large comme la prise en compte de la personne et du point de vue de l’enfant dans toutes les décisions qui peuvent le concerner, qu’elles émanent d’États, d’institutions publiques ou privées, de tribunaux ou d’administrations. L’introduction officielle de l’intérêt supérieur de l’enfant consacre une longue évolution juridique internationale faisant passer l’enfant d’objet de droit à sujet de droit. 
L’intérêt supérieur de l’enfant fait l’objet de controverses en raison de son absence de définition, du risque d’insécurité juridique et de conflit avec le droit des parents. L’application de ce principe général dans les législations nationales donne lieu selon les traditions juridiques à des interprétations très variables, génératrices de litiges pouvant aller jusqu'au niveau diplomatique dans les situations de divorces binationaux. Ces litiges opposent plusieurs traditions familiales entre lesquelles la notion d’intérêt supérieur de l’enfant ne tranche pas, en particulier lorsque sont impliqués des États (Allemagne, Japon) privilégiant le principe de résidence, c’est-à-dire la parenté sociale et la stabilité de la résidence de l’enfant au détriment du lien avec la famille de naissance.

## Historique
Alors que l’intérêt de l’enfant était jusque-là laissé à la discrétion de son milieu familial (puissance paternelle), des États occidentaux ont commencé à s’intéresser à l’enfant en tant que sujet de droit de façon progressive à partir du XIXe siècle, dans le contexte des grandes lois sociales. En France, les grandes étapes de cette évolution sont la loi de 1884 limitant le travail des enfants, celle de 1882 sur l’instruction publique obligatoire, celle de 1889 sur la déchéance de la puissance paternelle. Cette évolution se confirme au XXe siècle, avec l’apparition d’instruments juridiques internationaux comme la Déclaration de Genève (1924), la Déclaration des Droits de l’Homme (1948), la Déclaration des Droits de l’enfant (1959), aboutissant finalement à la Convention des Nations unies relative aux droits de l’enfant (1989), également appelée Convention Internationale des droits de l’enfant (CIDE). C’est à l’article 3 §1 de cette convention qu’apparaît pour la première fois la locution « intérêt supérieur de l’enfant », traduction française du terme anglais « best interests of the child » :
« Dans toutes les décisions qui concernent les enfants, qu'elles soient le fait des institutions publiques ou privées de protection sociale, des tribunaux, des autorités administratives ou des organes législatifs, l'intérêt supérieur de l'enfant doit être une considération primordiale. »
De nombreux textes internationaux se sont inspirés de la CIDE pour intégrer la notion d’intérêt supérieur de l’enfant :
- les Protocoles Additionnels à la CIDE : Protocole Optionnel à la Convention relative aux Droits de l’Enfant sur l’Implication des Enfants dans les Conflits, adopté par l’Assemblée Générale, Résolution 54/263, le 25 mai 2000; le Protocole Optionnel à la Convention relative aux Droits de l’Enfant relatif à la Vente d’Enfants, la Prostitution d’Enfants et la Pornographie mettant en scène des enfants, adopté par l’Assemblée Générale, Résolution 54/263, le 25 mai 2000
- la Convention de La Haye sur la protection des enfants et la coopération dans le cadre de l’adoption inter-États de 1993 et sa Recommandation de 1994 concernant les personnes réfugiées et déplacées
- les Directives du Haut Commissariat aux Réfugiés des Nations unies (UN-HCR) sur la protection et la prise en charge des enfants réfugiés (1994) et les principes directeurs inter-agences à propos des enfants non accompagnés et des enfants séparés (HCR, UNICEF, CICR, IRC, Save the Children (Royaume-Uni), World Vision International, Genève, janvier 2004)
- la Charte Africaine sur les Droits et Bien-être de l’Enfant de 1990
- les Conventions no 182 de l’Organisation Internationale du Travail (Convention sur les pires formes du travail des enfants) de 1999 et no 138 (Convention sur l’Âge Minimum, 1973)
- la Convention Européenne sur l’exercice des droits des enfants (1996) signée par les États membres du Conseil de l’Europe, intégrant la CIDE dans le droit européen
- le règlement (CE) No 2201/2003 du Conseil de l’Union Européenne du 27 novembre 2003 relatif à la compétence, la reconnaissance et l'exécution des décisions en matière matrimoniale et en matière de responsabilité parentale.

Déjà évoquée auparavant dans certaines lois et dans la jurisprudence, la notion d’intérêt supérieur de l’enfant a été consacrée en droit français par la loi du 5 mars 2007 relative à la protection de l'enfance, qui l’introduit dans le code de l'aide sociale et de la famille (CASF). L'article L. 112-4 transcrit dans le droit français les dispositions de l'article 3 de la CIDE : « L'intérêt de l'enfant, la prise en compte de ses besoins fondamentaux, physiques, intellectuels, sociaux et affectifs, ainsi que le respect de ses droits doivent guider toutes décisions le concernant ».

## Interprétation
L’absence de contours précis donné à la notion d’intérêt supérieur de l’enfant par la CIDE est à l’origine d’interprétations divergentes de cette notion. Pour le juriste Suisse Jean Zermatten, président du Comité des Droits de l’Enfant jusqu’en 2013, il s’agit d’un « concept juridique très moderne, qui n'a guère fait l'objet d'études de manière globale, car le contenu reste assez flou et les fonctions sont multiples. Il est dès lors plus examiné par rapport à tel point précis ou expliqué par la jurisprudence que véritablement expliqué de manière systématique
La CIDE fournit des principes généraux obligeant les États et administrations sociales ou judiciaires dans leur décisions relatives aux enfants, tout en reconnaissant leur autorité et en leur laissant une certaine latitude d’appréciation en fonction des traditions locales. L’équilibre entre ces deux niveaux de mise en œuvre (supranational/national) constitue la principale source de discussion et de fragilité du concept d’intérêt supérieur de l’enfant. Outre les textes internationaux intégrant ce concept, des guides à l’usage des administrations et juridictions locales ont été édités par différents organismes internationaux ou ONG : Communiqué Provisoire sur les Directives du HCR sur la Détermination Formelle de l’Intérêt Supérieur de l’Enfant (mai 2006) ; Les Enfants Séparés dans le Programme Europe : Déclaration de Bonne Pratique (HCR et International Save the Children Alliance, Bruxelles, troisième édition, octobre 2004) ; Travailler avec les Enfants Séparés, Guide de Terrain. Manuel de Formation et Exercices de Formation (Save the Children Royaume-Uni, Londres, 1999).
Pour Jean Zermatten, au-delà des articles généraux (art. 1 à 5) couvrant les autres dispositions, la CIDE doit être interprétée comme un tout articulé dont les articles ne peuvent être interprétés isolément, en particulier les articles 2 (non-discrimination ou principe d'égalité entre les enfants), 3 (intérêt supérieur de l'enfant) et 12 (audition/parole de l'enfant) : « sans ces dispositions charnières, la Convention n'aurait pas d'efficacité, risquerait d'être discriminante et n'offrirait qu'une énumération vaine de droits, comme une liste de prétentions, sans se donner les moyens de l'application ».
D’après l’article 3 de la CIDE, la prise en considération de l’intérêt supérieur de l’enfant s’impose également aux organes législatifs des États, c’est-à-dire dans la rédaction de tout texte juridique, à quelques niveau que ce soit du plus central au plus local, ainsi qu’aux institutions publiques et privées de protection sociales, à savoir non seulement les organes directs de l’État mais aussi les associations, fondations et ONG indépendamment de leur idéologie particulière.
Le choix du terme supérieur dans la traduction française de best interests of the child a soulevé des inquiétudes quant à un risque de sacralisation du statut de l’enfant, de création d’un état d’exception avec abandon de tout autre considération (notamment le droit des personnes adultes) dans les décisions administratives ou juridiques concernant des enfants. Pour Jean Zermatten, la CIDE garantit cependant des obstacles contre une telle dérive et un juste équilibre collectif dans ses recommandations, l’adjectif supérieur n’étant qu’un « superlatif de portée déclarative et non de portée contraignante.
La notion d’intérêt supérieur de l’enfant ne recoupe pas exactement celle plus générale de bien ou de bien-être de l’enfant, mais constitue plutôt « l'instrument juridique conçu par la Convention qui cherche à atteindre cet état idéalisé et qui fonde la garantie pour l'enfant de voir son intérêt pris en compte de manière systématique ».

## Controverses
En consacrant l’intérêt de l’enfant comme outil juridique, la CIDE tend à modifier l’équilibre entre les droits de personnes au sein de la cellule familiale dans les États signataires. L’idéal qui a amené les Nations unies à établir la CIDE en 1990, en réponse aux situations dramatiques d’abandon ou de délaissement d’enfants constatées dans le monde n’est le plus souvent pas remis en cause, mais des inquiétudes ont été soulevées concernant de la consécration d’une idéologie excessivement individualisante de l’enfant, gommant la notion de minorité et celle d’autorité parentale, faisant des parents ou responsables de l’enfant de simples spectateurs, des éducateurs facultatifs à égalité de droits et de devoirs avec l’enfant, et dont la fonction serait subordonnée à l’intérêt de ce dernier. Sont dénoncés, en l’absence de définition stricte, le risque d’effacement parental et d’abus d’autorité de la part des autorités judiciaires et administratives,, notamment au travers de l’article 9 de la Convention :

« Les États parties veillent à ce que l'enfant ne soit pas séparé de ses parents contre leur gré, à moins que les autorités compétentes ne décident, sous réserve de révision judiciaire et conformément aux lois et procédures applicables, que cette séparation est nécessaire dans l'intérêt supérieur de l'enfant […]. »

Dès avant la CIDE, des juristes et des enseignants en droit ont souligné le risque d’insécurité juridique lié à l’usage de concepts trop larges et sans définition  comme l’intérêt de l’enfant :

« C'est la notion magique. Rien de plus fuyant, de plus propre à favoriser l'arbitraire judiciaire. Il est des philosophes pour opiner que l'intérêt n'est pas objectivement saisissable et il faudrait que le juge décide de l'intérêt d'autrui ! L'enfance est noble, plastique, et n'a du reste de signification que comme préparation à l'âge adulte : de ce qui est semé dans l'enfant à ce qui lèvera dans l'homme, quelle pseudoscience autoriserait le juge de prophétiser »

— (Doyen Jean Carbonnier, 1960).

« L'intérêt de l'enfant est parfois un moyen commode pour le juge de se dispenser d'appliquer la règle de droit, en toute bonne foi d'ailleurs, et nous avons essayé de démontrer combien l'intérêt de l'enfant devait être pris comme critère seulement lorsqu'il n'y pas de règle applicable : il nous paraît que l'intérêt de l'enfant est d'abord de bénéficier de la règle de droit, lorsqu'il y en a une. »

Claire Neirinck, professeur de droit à Toulouse, a plus récemment souligné le risque de disqualification parentale dans la loi de 2007 introduisant l’intérêt supérieur de l’enfant dans le Code Civil français,. Plusieurs lois introduites à la même époque proposent des mesures d’encadrement des parents sous peine de sanctions : stages parentaux, contrats de responsabilité parentale, mesures d'accompagnement parental. Des avocats formulent également leur réticence face à la notion d’intérêt supérieur de l’enfant, considérée par exemple comme « d'autant plus pernicieuse qu'elle s'auto-justifie presque naturellement par le souci généreux et louable de faire le bien de l'enfant, sans qu'on sache vraiment ce qu'il recouvre ». Pour l’avocat Pierre Verdier, ancien directeur de DDASS, ancien membre du CSA, « chaque fois que le code invoque l'intérêt de l'enfant, c'est pour le priver d'un droit. »
Pour T.Dumortier, juriste au centre de recherches et d’études sur les droits fondamentaux (CREDOF), les normes juridiques écrites ou jurisprudentielles utilisées par les acteurs du droit dans l’appréciation de l’intérêt de l’enfant sont susceptibles d’entrer en conflit les unes avec les autres, générant un risque de décisions contradictoires lorsque plusieurs juridictions sont saisies ; comme pour toutes les notions juridiques indéfinies, le sort de l’individu ou des individus concerné(s) (ici l’enfant et son entourage familial) est donc très largement remis à la subjectivité du magistrat, et par conséquent des experts sur lesquels il s’appuie le plus souvent en matière familiale. Or « le champ académique consacré à la psychologie de l’enfant et du développement est traversé par des oppositions doctrinales, des thèses parfois opposées sur l’intérêt de l’enfant ».
En décembre 2014 s’est tenue à Bruxelles une conférence internationale sur l’intérêt supérieur de l’enfant, organisée par la présidence belge du Comité des Ministres du Conseil de l’Europe dans le cadre du 25e anniversaire de la CIDE. Cette réunion visait en particulier à « dresser le bilan de la compréhension et de l’application de l’intérêt supérieur de l’enfant dans le contexte international et les différents contextes nationaux ». Les rapports issus de cette conférence font état de tensions importantes entre les sources contradictoires utilisées pour l’interprétation du principe d’intérêt supérieur de l’enfant dans les situations individuelles, et de conflits entre l’intérêt de l’enfant et ceux des autres parties à la procédure, avec usage fréquemment abusif de « l’intérêt de l’enfant » par une partie pour servir ses propres intérêts au détriment d’une autre partie, par exemple de la part d’un parent contre l’autre parent, ou de la part de l’État ou d’une administration de protection de l’enfance afin d’écarter un parent ou les deux.

## Litiges familiaux transfrontaliers
Il s’agit de l’une des manifestations les plus fréquentes et les plus médiatiques des problématiques d’interprétation de l’intérêt supérieur de l’enfant. De tels litiges, où s’affrontent des décisions judiciaires en matière familiale prises dans des États différents, font apparaître l’absence de consensus international sur la question, et la grande diversité des cultures juridiques locales.
Les conflits les plus intenses, aboutissant parfois au niveau diplomatique,, se rencontrent lorsque l’une des deux parties est issue d’un État dont la tradition juridique interprète l’intérêt supérieur de l’enfant selon le principe de résidence, c’est-à-dire un principe de parenté unilinéaire privilégiant la stabilité de la résidence de l’enfant au détriment du lien avec les deux lignées parentales de naissance. De telles cultures juridiques existent dans les pays où ont dominé pendant plusieurs siècles des structures familiales « à maison », systèmes d’organisation sociale dont le principe fondamental est la préservation sur la longue durée du lieu de résidence. Ces systèmes, identifiés depuis les années 1960 par les anthropologues et les historiens des sociétés rurales occidentales et asiatiques, se retrouvent aujourd’hui principalement au Japon, en Allemagne, Autriche et dans les pays scandinaves. Ces pays sont au cœur des litiges les plus vifs concernant le maintien des liens entre les enfants et le parent étranger en cas de divorce d’avec un de leurs ressortissants ; leur droit de la famille impose le maintien de la résidence de l’enfant sur leur territoire national, et l’exclusion des liens avec le parent non ressortissant, ou la limitation massive des contacts.[réf. nécessaire] Le Japon, par exemple, n’a signé qu’en 2013 la Convention de la Haye de 1980 sur l’enlèvement international d’enfants, et l’Allemagne (dans une moindre mesure l’Autriche et le Danemark) fait l’objet de plaintes récurrentes à la commission des pétitions du Parlement européen depuis les années 1990 concernant l’intervention des services de protection de la jeunesse (Jugendamt)  dans ces procédure judiciaires familiales concernant l’enfant. Ces pétitions sont aussi dirigées vers de prétendues discriminations dont seraient victimes les parties non-allemandes dans de telles procédures,. Ces pays appliquent de manière très étendue les clauses de non-retour de l’enfant enlevé ou retenu, faisant valoir que son intérêt supérieur impose son maintien sur leur territoire. [réf. nécessaire]

## Droit par pays

### Canada
En droit canadien, l'intérêt de l'enfant est le critère fondamental que les tribunaux doivent soupeser dans toute décision de droit de la famille. Les critères de l'intérêt de l'enfant sont notamment énoncés à l'art. 16 (3) de la Loi sur le divorce et à l'article 33 du Code civil du Québec. Dans la jurisprudence de la Cour suprême du Canada, l'arrêt Gordon c. Goertz précise les critères de l'intérêt de l'enfant en cas déménagement important des parents.

### France
Selon l'avocate Me Barbara Régent, l’intérêt de l’enfant constitue l’alpha et l’oméga de la décision du juge aux affaires familiales (JAF), de sorte que l’intérêt des parents doit être relégué au second plan. En effet, en application de l’article 373-2-6 alinéa 1er du code civil, le juge « règle les questions qui lui sont soumises en veillant spécialement à la sauvegarde des intérêts des mineurs ». Toutefois, le code civil ne définissant pas l'intérêt de l'enfant, ce dernier est toujours caractérisé in concreto, c’est-à-dire au cas par cas.